# Дуарте, Режина
Режи́на Дуа́рте (порт. Regina Duarte, род. 5 февраля 1947) — бразильская телевизионная и театральная актриса, общественный и политический деятель.

## Биография

### Ранние годы
Режина Блойш Дуарте родилась в городе Франка, штат Сан-Паулу в семье военного, Жесуса Нунеса Дуарте и пианистки, Дульсе Блойш. Имеет трое братьев и двое сестёр: Мария Лусия, Клаудио, Жосе, Флавио и Тереза.

### Актёрская карьера
Режина дебютировала на телевидении в 1965 году в телесериале «A Deusa Vencida». Затем последовали новые работы, в основном это были роли романтических и влюблённых девушек, которых Режина играла до 1974 года, когда её репертуар пополнился характерными героинями. В настоящее время она почти не снимается на телевидении, а больше занимается политикой.

### Политика и общественная деятельность
Придерживается правых консервативных взглядов. Сторонница президента Жаира Болсонару. Её действия против бывшего президента Бразилии, Луиса Инасиу Лула да Силвы на выборах 2002 года вызвали серьёзные споры. Дуарте снялась в телевизионной рекламе, заявив, что она боится того, что может случиться с Бразилией, если Лула победит:
Я боюсь. У меня уже давно не было такого чувства. Потому что я предвижу, что Бразилия на этих выборах рискует потерять всю ту стабильность, которая уже была завоевана.
Она также была вовлечена в организацию Cansei.
После разногласий с Роберто Алвима и последующего отстранения от должности в январе 2020 года Дуарте была приглашена на должность специального секретаря по культуре. Сначала она не согласилась на эту работу, но 29 января объявила после совещания, что решила принять эту должность. 4 марта 2020 года Режина вступила в должность четвёртого специального секретаря по культуре правительства Жаира Болсонару.
Во время пребывания Дуарте на должности госсекретаря возникало не мало споров, самый последний из которых произошёл 7 мая. Во время интервью CNN Brazil Дуарте минимизировала негативные аспекты военной диктатуры в Бразилии, такие как убийства и пытки. Когда коллега-актриса Майте Проэнса спросила её о планах помочь артистам во время пандемии COVID-19, Дуарте резко оборвала интервью.
20 мая 2020 года Болсонару опубликовал в Twitter видео, в котором вместе с Дуарте объявляет о её переходе от специального секретаря по культуре к президенту Cinemateca Brasileira, учреждения в Сан-Паулу, ответственного за сохранение бразильской аудиовизуальной продукции. В видео Дуарте утверждает, что, живя в Бразилиа, она скучает по своей семье и что перевод в Сан-Паулу означал бы, что она снова сможет жить со своими родственниками. Её преемником на посту специального секретаря по культуре стал Марио Фриас, который вступил в должность 23 июня 2020 года.
Поддерживает приход к власти правых политиков в Америке и во всем мире. Высказывала поддержку Дональду Трампу, приветствовала избрание Хавьера Милея президентом Аргентины.

### Личная жизнь
От брака с инженером Маркусом Франку родила сына Андрэ (1972) и дочь Габриэлу (1974). Габриэла стала актрисой и снималась вместе с Режиной в сериале «Во имя любви», где они играли мать и дочь.
От второго брака есть сын Жоан Рикарду Дуарте Гомес (1981).
У Режины Дуарте семеро внуков.

## Фильмография

### Телевидение
| Год        | Название               | Роль                           | Примечание |
| ---------- | ---------------------- | ------------------------------ | ---------- |
| 1965       | Богиня неудачников     | Малу                           |            |
| 1965       | Большое путешествие    | Исабел                         |            |
| 1966       | Серебряные рудники     | Инесита                        |            |
| 1966       | Отмеченные ангелы      | Лилиан                         |            |
| 1967       | Марионетка             | Бет                            |            |
| 1968       | Легион забытых         | Режина                         |            |
| 1968       | Третий грех            | Каролина                       |            |
| 1969       | Незнакомцы             | Мелисса                        |            |
| 1969       | Десять жизней          | Пом Пом                        |            |
| 1969       | Фата                   | Андреа / Роберта / Мария Селия |            |
| 1970       | Братья по мужеству     | Ритинья                        |            |
| 1971       | Моя милая подруга      | Патрисия                       |            |
| 1971; 1972 | Особый случай          | Розана Леа                     |            |
| 1972       | Каменные джунгли       | Симона / Розана                |            |
| 1973       | Ласковый               | Сесилия                        |            |
| 1974       | Огонь на земле         | Барбара                        |            |
| 1977       | Прощание с женатым     |                                |            |
| 1977       | Нина                   | Нина                           |            |
| 1979-80    | Малу                   | Малу                           |            |
| 1979       | Женщина 80             |                                |            |
| 1982       | Седьмое чувство        | Луана / Присцила               |            |
| 1983       | Война полов            | Алма                           |            |
| 1984-85    | Жоана                  | Жоана                          |            |
| 1985       | Седьмое чувство        | Виува                          |            |
| 1986       | Особый случай          | старшая дочь                   |            |
| 1988       | Vale Tudo              | Ракел                          |            |
| 1989       | Топ-модель             | Флоринда                       |            |
| 1990       | Королева металлолома   | Мария                          |            |
| 1993       | Портрет женщины        |                                |            |
| 1994       | Случай в Антаресе      | Ширли                          |            |
| 1995       | Братья по мужеству     |                                |            |
| 1995       | История любви          | Элена                          |            |
| 1996       | Посещение Натала       | Мока                           |            |
| 1997-98    | Во имя любви           | Элена Греку                    |            |
| 1999       | Шикинья Гонзага        | Шикинья Гонзага                |            |
| 1999       | Красавица и чудовище   | Лидия                          |            |
| 2002       | Желание женщины        | Андреа                         |            |
| 2003       | Кубанакан              | Мария                          |            |
| 2005       | Под новым руководством | дона Ирен                      |            |
| 2006       | Страницы жизни         | Элена                          |            |
| 2008       | Три жизни              | Вероника Рамос                 |            |
| 2010       | Арагуайа               | Антонина                       |            |
| 2010       | Житель                 | Мария Элиза                    |            |
| 2011       | Звезда                 | Кло                            |            |
| 2012       | Большая семья          | Жуиза Ноэмия                   |            |
| 2014       | Империя                | Мария                          | 3 episodes |
| 2015       | Семь жизней            | Истер Виана                    |            |
| 2016       | Закон любви            | Сюзанна (60 лет)               |            |
| 2017       | Догоняшки              | играет саму себя               |            |
| 2017-18    | Время любить           | Мадам Лусерна                  |            |

### Кино
- 1968 — Высокие ставки — Кристина
- 1969 — Сострадание — Сострадание
- 1975 — Ауто о сострадании
- 1976 — Грубый пол — Синана
- 1977 — Остановка 88 — Ана
- 1978 — Даниил, ставленник Бога — Беатрис
- 1981 — Подпольный человек — Луиса
- 1982 — Человек из Пау-бразил — Лала
- 1983 — Неуклюжий бандит — Анинья
- 1984 — Святой Бернардо — Мадалена
- 1985 — Долго и счастливо — Фернанда
- 1995 — Брезент
- 2000 — Неуклюжий ангел
- 2012 — Астро: городская сказка в волшебном Рио-де-Жанейро

### Театр
- 1966 — Мегера Домада
- 1967 — Black-Out — uma adolescente
- 1969 — Ромео и Джульетта — Джульетта
- 1971 — Дон Кихот, Мула Манка и его верный спутник
- 1975 — Новый год — Жанет
- 1978 — Святое расследование — Бранка Диас
- 1986 — Мисс Банана — мюзикл
- 1992 — Жизнь-это сон — Сегизмундо
- 2001 — Честь — Нора
- 2005 — Сердце Базара
- 2013 — Добро Пожаловать, незнакомец — Жаки